# Arturo Murillo
Pour les articles homonymes, voir Murillo.
Arturo Carlos Murillo Prijic (né le 27 décembre 1963 à Cochabamba) est un homme d'affaires et homme politique bolivien qui est ministre du Gouvernement (de l'Intérieur) du 13 novembre 2019 au 6 novembre 2020 au sein du gouvernement intérimaire de Jeanine Áñez. Au cours de sa carrière politique, Murillo est député et plus tard sénateur du département de Cochabamba. 
Il joue un rôle important dans les politiques intérieures menées par le gouvernement intérimaire d'Áñez,. Après la chute du gouvernement, il s’exile aux États-Unis, où il est arrêté pour corruption en mai 2021. Il est ensuite remis en liberté sous caution dans l'attente de son procès. 

## Biographie
Arturo Murillo est né le 27 décembre 1963 à Cercado, Cochabamba. Avant de se lancer en politique, il travaille dans le secteur de l'hôtellerie et du tourisme en tant qu'homme d'affaires. Il a présidé l'Association des hôtels du Tropique de Cochabamba et a été membre de la Fédération des entreprises privées de Cochabamba.

## Carrière politique
Arturo Murillo commence son activité politique en 2005, après avoir rejoint le Front d'unité nationale, créé deux ans auparavant par Samuel Doria Medina. Il tient un discours d'opposition virulent contre le président Evo Morales.

### Avant 2019
Murillo est élu député du département de Cochabamba lors des élections générales de 2005, il est le seul représentant de son parti dans cette région. Il occupe ce poste de janvier 2006 à janvier 2010.
Il se présente ensuite au poste de maire de Cochabamba lors des élections régionales de 2010. Il arrive en seconde position avec un total de 37,9 % des voix, devancé par le candidat du Mouvement vers le socialisme, Edwin Castellanos, qui a obtenu 40,2 % des voix. 
Il se présente également comme sénateur du département de Cochabamba lors des élections générales de 2014, il remporte les élections et occupe ce poste de janvier 2015 à novembre 2019. Il rompt avec le Front d'unité nationale en novembre 2018 après que le parti ait rompu son alliance avec le Mouvement démocrate social en vue des élections générales de 2019. Il affirme du même coup ne pas vouloir se représenter à un poste électif lors de ces élections. 
Il défend des positions très conservatrices sur la question des droits des femmes, ce qui lui vaut des accusations de misogynie. Lors d'un débat au Parlement sur la légalisation de l'avortement, il a recommandé aux femmes souhaitant avorter de se suicider. 
Il est condamné le 3 mai 2016 à deux ans de prison pour avoir falsifié son livret militaire afin de pouvoir se présenter à la députation ainsi que pour postuler à la mairie de Cochabamba (il est obligatoire d'avoir effectuer son service militaire pour se présenter aux élections en Bolivie). Il n'est cependant pas emprisonné. 

### Ministre de l'Intérieur (2019-2020)
Peu après que Jeanine Áñez se soit déclarée présidente de l'État dans le contexte de crise politique qui secoue le pays en octobre et novembre 2019, il est nommé au poste de ministre du Gouvernement, le 13 novembre 2019. 
Arturo Murillo est l'une des principales figures du gouvernement Áñez, disposant pratiquement des pleins pouvoirs sur les questions sécuritaires. Il annonce aussitôt révoquer les membres du Tribunal suprême électoral (TSE), qu'il fait également arrêter et emprisonner, lance un mandat d'arrêt contre l'ancien président pour « sédition, terrorisme et financement du terrorisme » et fait ouvrir une enquête pour « corruption » sur 592 personnes liées au gouvernement d’Evo Morales. Il dénonce la destruction et la mise au feu de son hôtel de Villa Tunari, le Victoria, survenue quelques jours plus tôt, dans lequel se trouvait sa sœur. Il se rend à Washington où il est reçu par de hauts fonctionnaires de la Maison-Blanche. Il s'entretient également avec le secrétaire général de l’OEA, Luis Almagro. Il fait nommer sa sœur, Mercedes Murillo, consul de Bolivie à Miami. 
Après avoir rencontré des représentants du parti d’extrême droite espagnol Vox, il annonce début janvier 2020 qu’il existe « de claires évidences de financement du gouvernement d’Evo Morales à des partis étrangers » et demande au  procureur général de lancer des poursuites contre Pablo Iglesias (dirigeant du parti Unidas Podemos) ; Juan Carlos Monedero (cofondateur de Podemos) ; Íñigo Errejón (député de Más País) ; José Luis Rodríguez Zapatero (ex-chef socialiste du gouvernement espagnol) et le juge Baltasar Garzón. Il est signataire de la charte de Madrid lancée en 2020 par Vox afin de rassembler la droite radicale d'Espagne et d’Amérique latine contre le « narco-communisme, la gauche et le crime organisé ».
Son style est parfois critiqué lorsqu'il menace publiquement certaines personnes devant les médias et la population. En août 2020, Murillo affirme que « tirer » des manifestants protestant contre les reports répétés des élections générales de 2020 serait « la bonne chose à faire ».  Il avait également menacé d'emprisonner ou d'expulser des observateurs internationaux affirmant que « la plupart d'entre eux étaient des agitateurs ». Encore, il s'était présenté devant les médias avec des menottes dans les mains qu'il disait réserver pour Evo Morales ou annoncé une « chasse à l’homme » pour retrouver le ministre de la Présidence Quintana.
En mars 2020, l'Assemblée législative plurinationale convoque le ministre Arturo Murillo et son homologue à la Défense, Luis Fernando López, pour un interrogatoire relatif aux massacres de Senkata et de Sacaba (Arturo Murillo avait autorisé l'armée à ouvrir le feu sur les manifestants, tuant une trentaine de personnes) et aux actes de violence commis à Yapacaní et Montero. Murillo refuse d'assister à la convocation et, en septembre, une commission mixte encourage d'entamer une poursuite pénale pour « manquement à ses devoirs ». En mars 2020, l'assemblée convoque de nouveau le ministre Murillo pour les mêmes raisons, mais il refuse à nouveau de se présenter. En conséquence, l'assemblée émet un vote de censure à son endroit et demande sa révocation. 
Le 19 octobre, le président Jeanine Áñez limoge Murillo, mais le rétablit dans ses fonctions deux jours plus tard,. En vue de la transmission de pouvoirs au nouveau gouvernement élu, Murillo ainsi que le ministre de la Défense, Luis Fernando López, démissionnent quelques jours avant que le fassent tous les autres ministres du gouvernement,.  

## Exil
À la suite de sa démission prématurée, l'emplacement de Murillo demeurait inconnu et d'aucuns se questionnaient à savoir s'il se trouvait toujours au pays. Il est finalement confirmé, le 5 janvier 2021, que l'ancien ministre s'était enfui aux États-Unis et qu'il y était depuis le 12 novembre 2020. L'annonce confirme que Murillo et López avaient quitté le pays avant même la passation du pouvoir au gouvernement de Luis Arce en passant par le Brésil et le Panama avant de se rendre aux États-Unis. Les deux intéressés faisaient l'objet d'enquêtes relativement à des accusations de détournement de fonds dans l'achat de matériel anti-émeute alors qu'ils étaient en fonction.
Un acte d'accusation est émis contre les deux hommes, le 8 janvier 2021, afin de formaliser la situation et demander à Interpol de localiser et arrêter provisoirement les deux ministres en attendant qu'ils soient extradés,.  

### Inculpation pour corruption
Il est inculpé aux États-Unis en mai 2021 pour corruption. La justice américaine lui reproche d’avoir accepté environ 602 000 dollars de pots-de-vin qui lui ont été versés par des chefs d’entreprise américains en échange d'un contrat portant sur l'achat de gaz lacrymogènes destinés au ministère de la Défense bolivien. Son ancien chef de cabinet, Sergio Mendes, est également inculpé. Tous deux bénéficient d'un régime de liberté conditionnelle dans l'attente de leur procès. La Bolivie demande leur extradition.  